# Eta Lupi
Eta Lupi (η Lupi, förkortad Eta Lup, η Lup), som är stjärnans Bayer-beteckning, är en förmodad trippelstjärna i östra delen av stjärnbilden Vargen. Den har en kombinerad magnitud av 3,41 och är synlig för blotta ögat där ljusföroreningar ej förekommer. Baserat på parallaxmätning inom Hipparcosuppdraget på ca 7,4 mas, beräknas den befinna sig på ett avstånd av ca 440 ljusår (136 parsek) från solen.

## Egenskaper
Primärstjärnan Eta Lupi A är en blå till vit underjättestjärna av spektralklass B2 IV, som har förbrukat förrådet av väte i dess kärna och utvecklas bort från huvudserien. Den har en massa som är ca 7 gånger solens massa, en radie som är ca 6,7 gånger solens radie och avger ca 1 700 gånger mer energi än solen från dess fotosfär vid en effektiv temperatur på ca 14 700 K.
Det inre paret i trippelsstjärnan har en beräknad omloppstid på cirka 27 000 år och hade år 2013 en vinkelseparation på 15,0 bågsekunder vid en positionsvinkel på 19°. Följeslagaren Eta Lupi B är en kemiskt ovanlig stjärna av A-typ i huvudserien med spektralklass A5 Vp och med en uppskattad massa på 2,1 gånger solens. Den yttre följeslagaren, Eta Lupi C, har en omloppsperiod på omkring en halv miljon år. År 2007 hade den en vinkelseparation på 115,8 bågsekunder vid en positionsvinkel på 248° från primärstjärnan. Den är en stjärna av F-typ i huvudserien med spektralklass F5 V och har en beräknad massa på 1,29 gånger solens massa.